# هربرت لوندستروم
هربرت لوندستروم (انگلیسی: Herbert Lundström; ۶ مهٔ ۱۹۲۵ – ۱ فوریهٔ ۲۰۱۴)از برندگان مدال‌های بازی‌های المپیک زمستانی اهل فنلاند بود.